# Trinyen Songtsen
Trinyen Songtsen was de negenentwintigste tsenpo, ofwel koning van Tibet. Hij was een van de legendarische koningen en de eerste van de laatste vier voorouderlijke koningen van de religieuze koningen (493-630). Voor hem regeerden de vijf verenigende koningen met de naam Tsen.